# Zubák (powiat Púchov)
Zubák – wieś i gmina (obec) w zachodniej Słowacji, administracyjnie i terytorialnie należąca do powiatu Púchov, w kraju trenczyńskim na Słowacji. 